# 3690 Ларсон
3690 Ларсон (3690 Larson) — астероїд головного поясу, відкритий 3 серпня 1981 року.
Тіссеранів параметр щодо Юпітера — 3,609.